# Triangle muscular
El triangle caròtide inferior (o triangle muscular), està limitat, per davant, per la línia mitjana del coll des de l'os hioides fins a l'estèrnum; darrere, pel marge anterior del múscul esternoclidomastoidal; a dalt, pel ventre superior del múscul omohioidal.
Està cobert pel tegument, la fàscia superficial, el platisma i la fàscia profunda, ramificant-se en la qual es troben algunes de les branques dels nervis supraclaviculars.
Sota aquestes estructures superficials hi ha el múscul esternohioidal i el múscul esternotiroidal que, juntament amb el marge anterior del múscul esternoclidomastoidal, amaguen la part inferior de l'artèria caròtida comuna.
Aquest vas està tancat dins de la seva beina, juntament amb la vena jugular interna i el nervi vague⁣; la vena es troba lateral a l'artèria al costat dret del coll, però la superposa per sota del costat esquerre; el nervi es troba entre l'artèria i la vena, en un pla posterior a ambdues.
Davant de la beina hi ha uns quants filaments descendents de l’⁣nansa cervical⁣; darrere de la beina hi ha l’⁣artèria tiroidal inferior, el nervi recurrent i el tronc simpàtic⁣; i al seu costat medial, l’⁣esòfag, la tràquea, la glàndula tiroide i la part inferior de la laringe.
En tallar la part superior d'aquest espai i desplaçar lleugerament l'esternocleidomastoide, l'artèria caròtida comuna es pot lligar per sota de l'omohioidal.

## Galeria

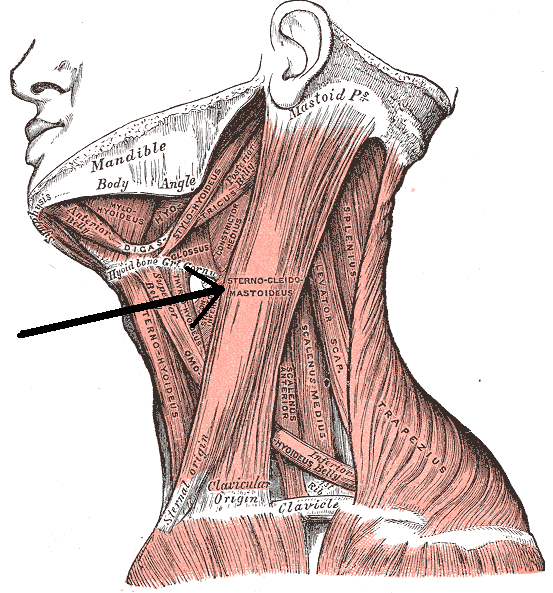
Múscul esternocleidomastoideo
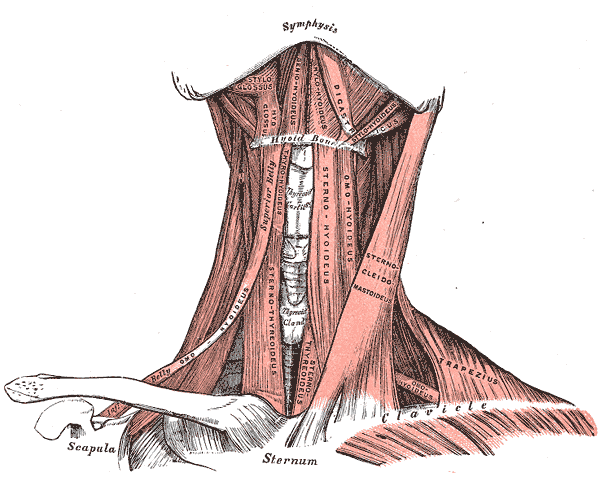
Músculs del coll. Vista anterior.
Els triangles del coll. (Triangles anteriors a l'esquerra; triangles posteriors a la dreta. Suprayoide etiquetat a l'esquerra.)